# Macrodiplosis electra
Macrodiplosis electra är en tvåvingeart som först beskrevs av Ephraim Porter Felt 1908.  Macrodiplosis electra ingår i släktet Macrodiplosis och familjen gallmyggor. Inga underarter finns listade i Catalogue of Life.